# Liste der Naturdenkmale in Bruchköbel
Die Liste der Naturdenkmale in Bruchköbel nennt die in der Stadt Bruchköbel im Main-Kinzig-Kreis gelegenen Naturdenkmale.
| Bild | Bezeichnung | Ortsteil, Lage                             | Beschreibung                                                                                                  | Art | Nr.    |
| ---- | ----------- | ------------------------------------------ | --- | --- | ------ |
| BW   | Linde       | Bruchköbel 50° 11′ 14,5″ N, 8° 56′ 22,2″ O | abgestorben                                                                                                   |     | 435005 |
| BW   | Das Seeloch | Bruchköbel 50° 9′ 12,8″ N, 8° 54′ 51,4″ O  | |     | 435011 |
| BW   | Dicke Eiche | Bruchköbel 50° 10′ 16,8″ N, 8° 56′ 0,1″ O  | Erholungsgebiet, benannt nach einer bis Winter 1946 existierenden Eiche, mit einem Spielplatz und Grillplatz. |     | 435181 |